# اندیس درگیابان
درگیابان یک اندیس فلزی است که در حوالی شهر زاهدان استان سیستان و بلوچستان قرار دارد و مادهٔ معدنی موجود در آن، طلا است.سنگ میزبان این اندیس رگه‌های کواتزیتی مرتبط با توده نفوذی گرانیتوئیدی زاهدان. است  در این اندیس، پاراژنز‌های طلا و مس و مولیبدن یافت می‌شوند.